# Corral de Piedra, Jalisco
Corral de Piedra är en ort i Mexiko.   Den ligger i kommunen Encarnación de Díaz och delstaten Jalisco, i den centrala delen av landet, 400 km nordväst om huvudstaden Mexico City. Corral de Piedra ligger 1 935 meter över havet och antalet invånare är 572.
Terrängen runt Corral de Piedra är platt åt nordväst, men åt sydost är den kuperad. Runt Corral de Piedra är det ganska tätbefolkat, med 56 invånare per kvadratkilometer. Närmaste större samhälle är Encarnación de Díaz, 13,5 km väster om Corral de Piedra. I omgivningarna runt Corral de Piedra växer huvudsakligen savannskog.